# Lzip
Lzip es un programa libre de línea de comandos para la compresión de datos, que emplea el algoritmo LZMA, con una interfaz que es familiar para los usuarios de herramientas de compresión de Unix, como gzip y bzip2.
Lzip se utiliza principalmente para comprimir los ficheros de uno en uno, y también puede crear archivos de múltiples ficheros comprimiendo con lzip la salida de un archivador como tar. Sin embargo lzip es también capaz de crear sus propios archivos multimiembro así como partir la salida para la creación de archivos multivolumen. En el diseño del formato de fichero se ha puesto especial énfasis en la seguridad, conseguida mediante tres factores en la cola del fichero. Esto permite al programa lziprecover detectar y reconstruir ficheros dañados.
La familia de programas lzip fue escrita en C++ y C por Antonio Díaz Díaz y es distribuida como software libre bajo los términos de la Licencia Pública General de GNU versión 2 o posterior.

## Historia
7-Zip fue lanzado en 2000; la primera vez que un compresor LZMA estuvo disponible en sistemas operativos tipo Unix fue en 2004, cuando se lanzó un port de la versión de línea de comando de 7-Zip (p7zip). Ese mismo año se lanzó el kit de desarrollo de software de LZMA, que incluía un programa llamado “lzma_alone”. Menos de un año después, Lasse Collin publicó LZMA Utils, que al principio sólo consistía en un conjunto de scrips que añadían una interfaz tipo gzip a lzma_alone, y que más tarde se convirtió en el programa lzma escrito en C++ por Ville Koskinen. En agosto de 2008, Antonio Díaz Díaz publicó lzip, el cual usa un formato contenedor bien diseñado con CRC y números mágicos en lugar de los datos LZMA desnudos producidos por lzma_alone, proporcionando una solución completa de estilo Unix para usar LZMA. No obstante, LZMA Utils fue reescrito para proporcionar características similares y después renombrado a XZ Utils.

## Adopción
La distribución de GNU/Linux Dragora usa lzip para comprimir y distribuir sus paquetes de software.
En todas las distribuciones populares de GNU/Linux lzip está incluido en el repositorio oficial de paquetes. La herramienta de archivo de GNOME, File Roller, es capaz de manejar ficheros lzip.
Lzip se usa para distribuir la base de datos de zonas horarias de IANA, y la versión GNU del kernel Linux (linux-libre).
El Parlamento Europeo publica volcados completos de su base de datos en formato JSON comprimido con lzip.
Lzip es usado en el sistema de datos planetario (Planetary Data System) de la NASA.